# MY Возничего
MY Возничего (лат. MY Aurigae) — одиночная переменная звезда в созвездии Возничего на расстоянии (вычисленном из значения параллакса) приблизительно 9174 световых лет (около 2813 парсеков) от Солнца. Видимая звёздная величина звезды — от менее +17m до +14,4m.

## Характеристики
MY Возничего — красная пульсирующая переменная звезда, мирида (M).